# Жылымшык
Жылымшык (каз. Жылымшық) — песчаная равнина на территории Мангистауской области Казахстана. Располагается к западу от залива Кайдак. Протяжённость с севера на юг составляет 42 км, ширина — 33 км, площадь — 500 км². Растительность — полынь, житняк, жузгун. Грунтовые воды залегают на глубине 2—10 м. Равнина используется как круглогодичное пастбище.